# Коксай (Акмолинская область)
Коксай (каз. Көксай) — упразднённое село в Жаксынском районе Акмолинской области Казахстана. Входило в состав Терсаканского сельского округа. Исключено из учётных данных в 2017 году. 
Код КАТО — 115275980.

## Население
В 1999 году население села составляло 188 человек (95 мужчин и 93 женщины). По данным переписи 2009 года, в селе проживали 42 человека (25 мужчин и 17 женщин).